# Apeadero de Barragem de Belver
Nota: No confundir con la Estación de Belver, también en la Línea de la Beira Baixa.
El Apeadero de Barragem de Belver es una plataforma de la Línea de la Beira Baixa, que da acceso a Barragem de Belver, en el Distrito de Santarém, en Portugal.

## Historia
Esta plataforma se encuentra en el tramo entre Abrantes y Covilhã de la Línea de la Beira Baixa, que comenzó a ser construido a finales de 1885, y entró en explotación el 6 de septiembre de 1891.